# Ро-дзи (чайный сад)

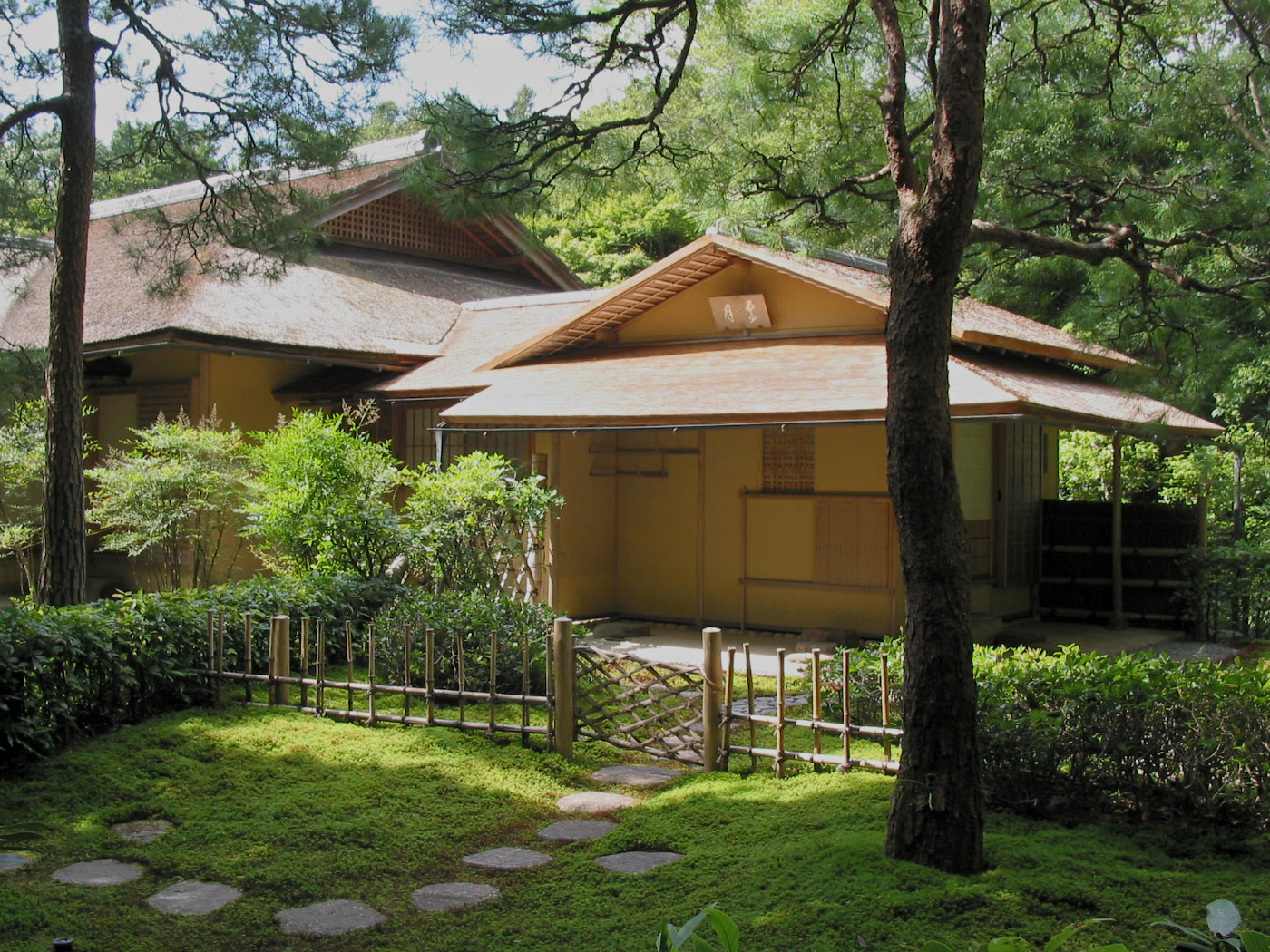
Ро-дзи, ведущий к тясицу Сейгецу в храме Исэ

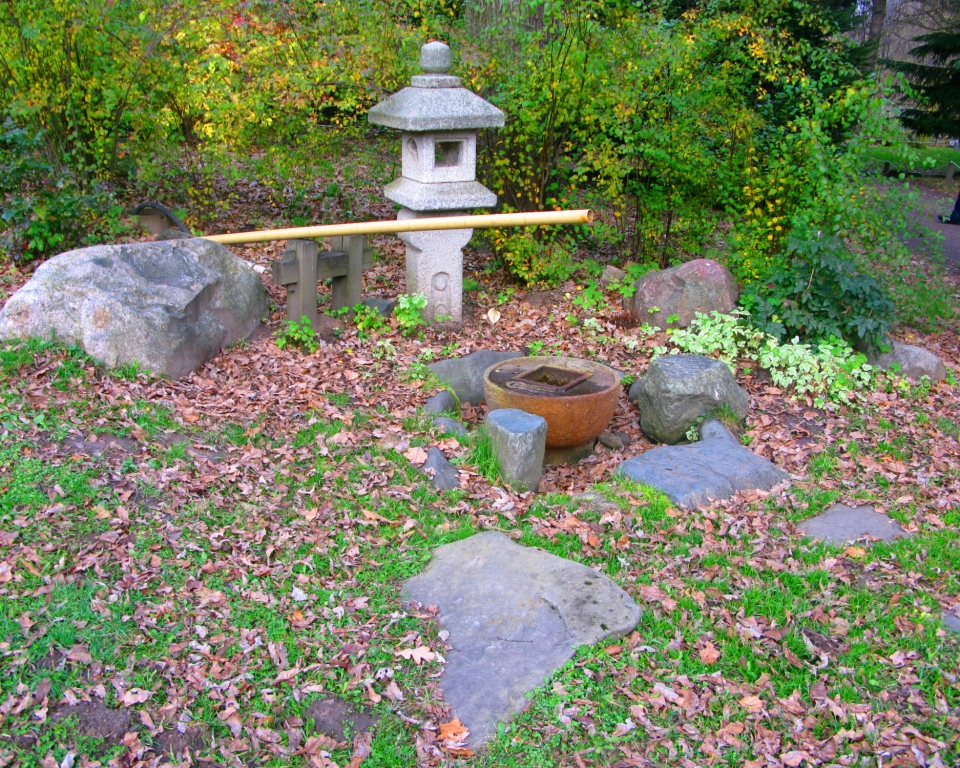
Торо и цукубаи. Японский сад на территории Главного ботанического сада имени Н. В. Цицина РАН

Ро-дзи (яп. 露地, дословно «росистая земля») — японский термин, используемый для обозначения садика, сквозь который проходят к тясицу (чайному домику) участники чайной церемонии. Обычно ро-дзи отмечены духом простоты и скромности.

## Создание
Сэн-но Рикю, как говорят, был важной персоной в создании ро-дзи. Для своего чайного дома в Сакаи он посадил изгороди, чтобы скрыть вид на Внутреннее море, и только когда гость согнётся над цукубаи, ему откроется вид на море. Рикю объяснил свой проект сада, процитировав стих Соги. Кобори Энсю был также ведущим практиком в данном направлении.

## Особенности
Ро-дзи обычно делятся на внешний и внутренний сад. В ро-дзи обычно есть цукубаи (бассейн для омовения), торо (фонарь), тоби-иси (камни, из которых составлена тропинка) и калитки.